# District de Likoma
Pour les articles homonymes, voir Likoma.
Likoma est un district du Malawi regroupant deux îles du lac Malawi enclavées dans les eaux territoriales du Mozambique : Likoma et Chizumulu. Sa capitale est la ville de Likoma située sur l'île homonyme.
La population du district était, en 2008, de 10 445 personnes.